# Chapellerie et Charcuterie mécaniques

Chapellerie et Charcuterie mécaniques est un film français réalisé par Alice Guy en 1900.

## Synopsis
Deux hommes font la démonstration d'une machine pour le moins extraordinaire. Dans une trémie, on introduit des chats vivants, un peu de sel et d'eau, des ingrédients divers et variés ; un tour de manivelle et voici de la saucisse au kilomètre et des chapeaux à foison.

## Fiche technique
- Titre : Chapellerie et Charcuterie mécaniques
- Réalisation : Alice Guy
- Société de production : Société L. Gaumont et compagnie
- Pays d'origine :  France
- Genre : Saynète humoristique
- Durée : 1 minute
- Date de sortie : 1900
- Licence : Domaine public

## Analyse
Ce film reprend un gag déjà traité par Louis Lumière dans La Charcuterie mécanique en 1895.

## Tournage
Le film est tourné en extérieur.